# Gruppo di lavoro per gli orti botanici e i giardini storici
Il Gruppo di lavoro per gli orti botanici e i giardini storici fa parte della Società botanica italiana, ed è stato fondato da un gruppo di suoi soci circa 40 anni fa.
È un organismo riconosciuto dal Ministero dell'Ambiente e della Tutela del Territorio e del Mare e svolge funzioni di coordinamento in ambito nazionale e di rappresentanza in ambito internazionale. Aderisce all'International Association of Botanic Gardens (IABG) ed al Botanic Gardens Conservation International (BGCI).
Ad esso partecipano oltre 200 aderenti e oltre settanta fra orti botanici universitari, il nucleo di base, e strutture gestite da enti locali, tra cui spiccano i giardini alpini, spesso più recenti rispetto agli orti universitari.
Ne fanno parte anche orti botanici forestali e arboreti.
48 orti botanici e arboreti dei 58 attualmente esistenti in Italia che siano ufficialmente riconosciuti dal Ministero sono rappresentati in seno al Gruppo di lavoro per gli orti botanici e giardini storici; il Gruppo si attesta quindi come il principale organo ufficiale di riferimento per quanto riguarda gli orti botanici in Italia.
Il Gruppo di lavoro pubblica un notiziario aperiodico, Fatti nostri e promuove le attività degli orti botanici: per esempio, propone riunioni scientifiche o escursioni sulle collezioni botaniche, sulla Convenzione sul commercio internazionale delle specie minacciate di estinzione (trattato CITES), sulla storia e l'architettura dei giardini.
Il consiglio direttivo che gestisce il Gruppo di lavoro è lo stesso della Società botanica italiana e viene eletto ogni tre anni.
Alcuni orti del gruppo sono di antichissima istituzione, come l'orto botanico universitario di Padova, del 1545: per la sua importanza, la sua planimetria è stata ripresa nel logo del Gruppo di lavoro.

## Gli orti botanici e i giardini storici aderenti al Gruppo di lavoro
In ordine cronologico, gli orti aderenti al Gruppo di Lavoro sono:

### Orti botanici universitari e municipali
- Orto botanico dell'Università di Pisa (istituito nel 1543)
- Orto botanico dell'Università di Padova (istituito nel 1545)
- Orto botanico dell'Università di Firenze "Giardino dei Semplici" (istituito nel 1545)
- Orto botanico dell'Università di Bologna (istituito nel 1568)
- Orto botanico dell'Università di Messina "Pietro Castelli" (istituito nel 1638)
- Orto botanico dell'Università di Roma "La Sapienza" (istituito nel 1660)
- Orto botanico dell'Università di Napoli (istituito nel 1682)
- Orto botanico dell'Università di Torino (istituito nel 1729)
- Orto botanico dell'Università di Modena (istituito nel 1758)
- Orto botanico dell'Università di Perugia (istituito nel 1768)
- Orto botanico dell'Università di Parma (istituito nel 1770)
- Orto botanico dell'Università di Ferrara (istituito nel 1771)
- Orto botanico dell'Università di Pavia (istituito nel 1773)
- Orto botanico di Brera dell'Università di Milano (detto anche Hortus Botanicus Braidensis o Orto Botanico di Milano) (istituito nel 1774)
- Orto botanico dell'Università di Siena (istituito nel 1784)
- Orto botanico dell'Università di Palermo (istituito nel 1795)
- Orto botanico dell'Università di Genova (istituito nel 1803)
- Orto botanico dell'Università di Urbino (istituito nel 1806)
- Orto botanico Municipale di Lucca (istituito nel 1820)
- Orto botanico dell'Università di Camerino (istituito nel 1828)
- Orto botanico dell'Università di Catania (istituito nel 1858)
- Orto botanico dell'Università di Cagliari (istituito nel 1866)
- Giardini botanici "Hanbury", La Mortola, Ventimiglia, Imperia (istituito nel 1867)
- Orto botanico della facoltà di Agraria dell'Università di Napoli-Portici (istituito nel 1872)
- Civico orto botanico di Trieste (istituito nel 1873)
- Orto botanico friulano di Udine (istituito nel 1951)
- Orto botanico dell'Università di Bari (istituito nel 1955)
- Orto botanico dell'Università di Trieste (istituito nel 1963)
- Orto botanico dell'Università dell'Aquila (istituito nel 1968)
- Orto botanico municipale "Lorenzo Rota" di Bergamo (istituito nel 1972)
- Orto botanico dell'Università della Calabria (istituito nel 1982)
- Orto botanico dell'Università della Tuscia, Viterbo (istituito nel 1985)
- Orto botanico didattico sperimentale E. Ghirardi - Toscolano Maderno, Università di Milano (istituito nel 1991)
- Orto botanico dell'Università di Sassari (istituito nel 1997)
- Orto dei Semplici Elbano (istituito nel 1997)
- Orto botanico dell'Università di Tor Vergata (Roma 2) (istituito nel 1997)
- Orto botanico dell'Università di Lecce (istituito nel 2000)
- Orto botanico dell'Università di Ancona (detto anche Orto Botanico dell'Università Politecnica delle Marche) (istituito nel ???)

### Giardini alpini
- Giardino botanico alpino Viote di Trento (istituito nel 1938)
- Giardino botanico alpino di Campo Imperatore dell'Aquila (istituito nel 1953)
- Giardino botanico Esperia di Sestola, Modena (istituito nel 1954)
- Giardino alpino Paradisia (istituito nel 1955)
- Giardino botanico alpino San Marco, Valli del Pasubio, Vicenza (istituito nel 1961)
- Giardino botanico Carsiana, Sgonico, Trieste (istituito nel 1964)
- Orto botanico delle Alpi Apuane Pellegrini - Ansaldi, Pian della Fioba, Massa (istituito nel 1966)
- Giardino botanico alpino Giangio Lorenzoni, Pian di Cansiglio, Belluno (istituito nel 1972)
- Giardino botanico alpino Rezia di Bormio, Sondrio (istituito nel 1979)
- Giardino botanico Nuova Gussonea di Catania (istituito nel 1979) in onore del botanico Giovanni Gussone
- Giardino botanico della Flora Appenninica, Capracotta, Isernia (istituito nel 1980)
- Giardino botanico di Valbonella, Corniolo, Forlì (istituito nel 1983)
- Giardino botanico "Maria Ansaldi" Pania di Corfino, Villa Collemandina, Lucca (istituito nel 1984)
- Orto botanico forestale dell'Abetone, Pistoia (istituito nel 1987)
- Giardino botanico Rea della Val Sangone, San Bernardino di Trana, Torino (istituito nel 1967)
- Giardino montano Linasia (istituito nel 1989)
- Orto botanico dei Frignoli, Fivizzano, Massa (istituito nel 1990)
- Giardino montano dell'Orecchiella, Lucca (istituito nel 1990)
- Giardino botanico Michele Tenore, Lama dei Peligni nella Majella, (istituito nel 1995)
- Giardino botanico alpino di Pietra Corva

### Giardini tematici
- Giardino botanico dell'Isola Madre, Stresa (assetto attuale: 1800s) (istituito circa nel 1513)
- Giardino delle Erbe Augusto Rinaldi Ceroni di Casola Valsenio, Ravenna (assetto attuale: anni settanta) (istituito nel 1938)
- Giardino dell'Iris di Firenze (istituito nel 1957)
- Giardino delle orchidee spontanee del Mediterraneo, Ladispoli (istituito nel 1984)
- Giardino botanico municipale Ulisse Aldrovandi, San Giovanni in Persiceto, Bologna (istituito nel 1985)
- Orto botanico Ghirardi di Toscolano Maderno, Brescia (Università di Milano) (istituito nel 1991)
- Giardino botanico preistorico di Molina di Ledro, Trento (istituito nel 1994)
- Hortus simplicium dell'Isola d'Elba (istituito nel 1997)
- Giardino botanico Mediterraneo di Livorno (istituito nel 1998)
- Giardino fenologico Alessandro Marcello di Treviso (istituito nel 1999)
- Orto botanico conservativo Carlo Spegazzini, Treviso (istituito nel 1999)
- Giardino botanico di Montemarcello di La Spezia (istituito nel 1999)

### Arboreti
- Arboreto "Carlo Siemoni", Badia Prataglia (Arezzo) (istituito nel 1846)
- Arboreto di Vallombrosa, Reggello, Firenze (istituito nel 1880)
- Arboretum apenninicum dell'Università di Camerino, Tuseggia (istituito nel 1990)
- Arboreto di Arco, Trento (istituito nel 1994)